# BBC News
BBC News (anteriormente BBC News and Current Affairs) é o departamento dentro da British Broadcasting Corporation (BBC) responsável pela área de jornalismo e notícias da corporação, e pela produção de seus programas de notícias, tanto para a televisão como para a rádio e internet.
O departamento é responsável por 120 horas de produção diária, e é a maior organização a reunir e transmitir notícias no mundo. O departamento se atém ao principal objetivo da Royal Charter ("Carta Real") da BBC, de "reunir notícias e informações em qualquer parte do mundo e da maneira que achar mais apropriado."
Sua cobertura política tem sua sede nos Estúdios de Millbank, em Millbank, número 4, em Westminster. Com um orçamento anual de 5 bilhões de libras, a BBC News é composta por 3.500 funcionários, dos quais 2.000 são jornalistas. O núcleo do departamento está sediado no News Centre, dentro do BBC Television Centre, no oeste de Londres, W12, e também está representado em centros regionais por todo o Reino Unido. Seu alcance global é o maior e mais abrangente do seu tipo em todo o mundo: tem correspondentes em quase todos os 240 países do mundo, com 44 escritórios para a coleta de notícias ao redor do globo, além de três escritórios do próprio departamento no Reino Unido.
Ao contrário de quase todas as organizações de notícias de outros países, a BBC é uma organização semi-autônoma, e não se alia politicamente com o governo do Reino Unido, embora ocasionalmente preste seus respeitos à sua rainha; por diversas vezes se opôs a diversas políticas do governo do país, como a acusação, em 2005, de que a administração estaria exagerando e distorcendo os motivos para ir à guerra do Iraque. Frequentemente, no entanto, é acusada de ser esquerdista por direitistas e vice-versa.
A competição dentro do próprio Reino Unido vem do canal de notícias em 24 horas de Rupert Murdoch, Sky News, bem como da independente ITN, principal fornecedora de serviços jornalísticos para a ITV e o Channel 4.
Diversos países já restringiram ou baniram transmissões da BBC e a movimentação de seus jornalistas por questões políticas internas, forçando os correspondentes a fazer reportagens a partir de países vizinhos.
O departamento é chefiado atualmente por Helen Boaden.